# Sabah-Krise 1986
Die Sabah-Krise 1986 bezeichnet eine Serie von Unruhen, die zwischen März und Mai 1986 an verschiedenen Orten in Sabah, Malaysia aufflammten. Die Zentren der Unruhen lagen in der Hauptstadt Kota Kinabalu sowie in Tawau und Sandakan. Am 12. März explodierten sieben Bomben mit Plastiksprengstoff in Kota Kinabalu. Eine weitere Bombe explodierte in Tawau. Bei den Unruhen kamen fünf Menschen ums Leben.
Die Unruhen sind im Zusammenhang mit den Landtagswahlen in Sabah im Jahr 1985 zu sehen, bei der die frisch gegründete Parti Bersatu Sabah (PBS) (auch United Sabah Party genannt) mit einem erdrutschartigen Sieg gegen die regierende Parti Berjaya gewann. Berjaya stellte die Vorgängerregierung, die unter dem Namen Berjaya-Regierung bekannt wurde und die ihrerseits zur Barisan Nasional (BN), der Koalitionspartei der malaysischen Bundesregierung gehörte.
Ein Mob vom Wahlausgang enttäuschter Moslems zog durch die Straßen und forderte den Präsidenten der PBS, Pairin Kitingan auf, als Regierungschef zurückzutreten.

Es fanden sich auch Hinweise, dass die Unruhen von den Wahlverlierern, allen voran die BN gesteuert wurden, mit der Absicht den Notstand auszurufen, um damit – ähnlich wie 1966 in Sarawak und 1977 in Kelantan – eine Übernahme der Regierungsgeschäfte durch die malaysische Bundesregierung zu rechtfertigen.
Die PBS schlug in der Folge vorgezogene Neuwahlen vor, da durch politische Mänover zunehmend Abgeordnete der PBS zur BN überliefen. Der malaysische Premierminister Mahathir bin Mohamad schlug der PBS eine Koalition mit der BN vor, um den Frieden in Sabah wiederherzustellen.
Schlussendlich wurde eine Neuwahl am 4. und 5. Mai 1986 durchgeführt. Die PBS gewann diese Wahlen erneut, diesmal mit einem noch deutlicheren Wahlsieg.